# Manapiare (khu tự quản)
Manapiare là một khu tự quản thuộc bang Amazonas, Venezuela. Thủ phủ của khu tự quản Manapiare đóng tại San Juan de Manapiare. Khự tự quản Manapiare có diện tích 32042 km2, dân số theo điều tra dân số ngày 21 tháng 10 năm 2001 là 991 người.